# La Plage déserte
Pour plus de détails, voir Fiche technique et Distribution.
La Plage déserte (Jeopardy) est un film américain réalisé par John Sturges, sorti en 1953.

## Synopsis
Un couple d'Américains, Doug et Helen Stilwin et leur jeune fils, Bobby, partent en vacances en voiture à travers la frontière dans les terres désolées de la Basse-Californie au Mexique jusqu'à un lieu de pêche isolé le long de la côte que son père fréquentait avec ses anciens copains militaires. À son arrivée sur la plage isolée, le jeune Bobby part explorer une jetée précaire et pourrie au-dessus de l'eau. Son pied se coince dans une fissure entre les planches. Après que Doug l'a libéré, ils recommencent mais une partie de la jetée s'effondre et un pieu en bois tombe sur la jambe de Doug, le piégeant sur la plage juste au moment où la marée commence à monter. Helen essaie de soulever le pieu avec leur cric de voiture, mais l'outil se casse. Doug l'envoie chercher une corde ou de l'aide dans une station-service déserte où ils se sont arrêtés plus tôt. Il estime qu'ils ont quatre heures avant de se noyer dans les vagues montantes.
Helen s'en va dans la voiture familiale. Elle croise des Mexicains mais la barrière de la langue s'avère insurmontable. Helen atteint la station-service et trouve une corde. Elle rencontre monsieur Lawson, à qui elle explique sa situation difficile et il monte dans la voiture. Caché hors de sa vue, cependant, se trouve un homme mort. Il devient vite clair que Lawson n'a aucun intérêt à aider son mari car c'est un dangereux forçat évadé. Il trouve le pistolet de Doug dans la boîte à gants. Lorsqu'ils aperçoivent une voiture de police qui approche, Lawson la fait conduire et fait semblant de dormir. Il menace de la tuer si elle le trahit.
Pendant ce temps, un bateau de pêche passe près de la plage, mais trop loin pour que les cris d'aide de Doug et Bobby soient compris, un membre d'équipage pense qu'ils ne sont que des touristes amicaux et le bateau s'éloigne. Lawson traverse un barrage routier de la police et finit par exploser un pneu. Alors qu'il change le pneu, Helen essaie de le frapper, mais il est trop alerte. Une autre voiture de police les poursuit mais Lawson la fait sortir de la route, la renversant. Lawson se cache dans une maison abandonnée pour attendre le passage de la police. En attendant là-bas, Helen lui dit qu'elle fera n'importe quoi pour sauver son mari. Lawson l'embrasse plusieurs fois. Elle lui fait remarquer qu'il devra changer de vêtements car sa chemise a un numéro de prisonnier dans le dos et il a laissé sa veste derrière lui en fuyant la police. Elle dit qu'il a à peu près la même taille que son mari. Il prend alors l'identification de Doug et ils se rendent à la plage. Il attache la corde au pieu tombé jusqu'au pare-chocs de la voiture, et essaie de le dégager, sans succès. Il décide alors de partir mais Helen refuse d'abandonner. Lawson a une autre idée et il utilise une planche pour caler l'empilement de Doug, lui sauvant la vie.
Helen propose de tenir sa part du marché et de partir avec Lawson, mais il décide de continuer seul. Puis il voit que la voiture a un autre pneu crevé et une sirène de police se fait entendre. Helen serre la main de Lawson, avant qu'il ne s'enfuie à pied le long de la côte. Lorsque la police arrive, Helen ne leur parle pas de Lawson.

## Fiche technique
- Titre : La Plage déserte
- Titre original : Jeopardy
- Réalisation : John Sturges
- Scénario : Mel Dinelli d'après une histoire de Maurice Zimm
- Production : Sol Baer Fielding et Charles Schnee producteur exécutif
- Société de production et de distribution : Metro-Goldwyn-Mayer
- Image : Victor Milner
- Montage : Newell P. Kimlin
- Musique : Dimitri Tiomkin
- Direction artistique : William Ferrari et Cedric Gibbons
- Décors de plateau : Fred M. MacLean et Edwin B. Willis
- Costumes : Frank Delmar et Helen Rose pour Barbara Stanwyck
- Pays : États-Unis
- Format : Noir et blanc - Son : Mono (Western Electric Sound System)
- Genre : Thriller
- Durée : 69 minutes
- Dates de sortie : 
  - États-Unis : 30 mars 1953 (New York)
  - France : 31 juillet 1953

## Distribution
- Barbara Stanwyck : Helen Stilwin
- Barry Sullivan : Doug Stilwin
- Ralph Meeker : Lawson, le Fugitif
- Lee Aaker : Bobby Stilwin
- Alex Montoya (non crédité) : le policier au talkie-walkie

## Article annexe
- Syndrome de Stockholm